# Thecla lotis
Thecla lotis är en fjärilsart som beskrevs av Goodson 1945. Thecla lotis ingår i släktet Thecla och familjen juvelvingar. Inga underarter finns listade i Catalogue of Life.